# Вихли
Вихли — село в Кулинском районе Дагестана. Центр сельского поселения «Сельсовет „Вихлинский“».

## Географическое положение
Расположено в 6 км к северо-востоку от районного центра села Вачи, на восточном склоне горы Вихлибаку.

## История
Согласно преданию, вихлинцы являются даргинцами, которые утратили свой язык.
С 1860-го года после ликвидации Казикумухского ханства, вошло в состав в Аштикулинского наибства Казикумухского округа.
В прошлом вихлинцы имели союзные отношения с такими лакскими сёлами как Ахар, Кани, Хойхи, Цыйша, Кая, Вачи, Кули и Хосрех.

## Население
| 1869  | 1888  | 1895  | 1926  | 1939  | 1970  | 1989  |
| ----- | ----- | ----- | ----- | ----- | ----- | ----- |
| 1039  | ↗1283 | ↗1298 | ↘1195 | ↗1373 | ↘1339 | ↘1127 |
| 2002  | 2010  | 2021  |       |       |       |       |
| ↗1299 | ↘1285 | ↗1321 |       |       |       |       |